# Lúčina
Lúčina este o comună slovacă, aflată în districtul Prešov din regiunea Prešov. Localitatea se află la altitudinea de 485 m deasupra n.m., se întinde pe o suprafață de 1,89 km2 și în 2017 număra 173 de locuitori. Se învecinează cu comuna Červenica.

## Istoric
Localitatea Lúčina este atestată documentar din 1787.

## Demografie
| An:                | 1994 | 2004   | 2014    | 2024   |
| ------------------ | ---- | ------ | ------- | ------ |
| Număr de persoane: | 153  | 154    | 171     | 155    |
| Diferență:         |      | +0,65% | +11,03% | −9,35% |

| An:                | 2023 | 2024   |
| ------------------ | ---- | ------ |
| Număr de persoane: | 157  | 155    |
| Diferență:         |      | −1,27% |